# توماس ساوتی بیکر
توماس ساوتی بیکر (انگلیسی: Thomas Southey Baker; ۲۹ ژوئن ۱۸۴۸ – ۲۴ ژوئن ۱۹۰۲) بازیکن کریکت، بازیکن فوتبال، و قایقران روئینگ اهل نیوزیلند بود.